# Kyrillpfad Kastellaun
Der Kyrillpfad Kastellaun (Eigenschreibweise teils auch Kyrill-Pfad Kastellaun) ist ein Lehrpfad, der durch ein Windwurfgebiet südöstlich der Stadt Kastellaun im Hunsrück führt. 

## Geschichte
Der etwa 830 m lange Lehrpfad erschließt einen ca. 1,5 ha großen Fichtenbestand, der durch den Orkan Kyrill am 18. Januar 2007 völlig zerstört wurde. Der Lehrpfad wurde von der Stadt Kastellaun als Waldeigentümer, gemeinsam mit dem örtlichen Forstamt Kastellaun (Landesforsten Rheinland-Pfalz), als Anschauungs- und Lernobjekt eingerichtet, um die interessierte Öffentlichkeit über Ausmaß und Folgen von Sturmschäden in Waldgebieten sowie über den „von Natur aus neu entstehenden Wald“ und die Arbeit der Forstleute zu informieren.
Das Gemeinschaftsprojekt entstand auf Anregung des damaligen Stadtbürgermeisters von Kastellaun, Fritz Frey, und orientierte sich an dem Lotharpfad im Schwarzwald, der vom Naturschutzzentrum Ruhestein betreut wird. Die Konzeption und Realisierung des Kyrillpfads erfolgte durch das Forstamt Kastellaun, unter Beratung durch das Naturschutzzentrum Ruhestein. Die Eröffnung fand im Mai 2008 statt, bis Ende des Eröffnungsjahres wurde der Kyrillpfad bereits von etwa 20.000 Besuchern aufgesucht.
Der Zugang zu dem am südöstlichen Stadtrand von Kastellaun gelegenen „Sturmwurf-Erlebnispfad“ ist jederzeit möglich, der Eintritt ist frei. Vom Forstamt Kastellaun werden auch Führungen angeboten, die pädagogische Betreuung des Lehrpfads erfolgt durch den Revierförster und Mitgestalter des Pfads, Ralf Lieschied.